# Terciados Paraíso
Tercíados Paraíso es una localidad argentina ubicada en el departamento San Pedro de la Provincia de Misiones. Depende administrativamente del municipio de San Pedro, de cuyo centro urbano dista unos 11 km. En la zona existen aldeas aborígenes de la etnia guaraní, entre ellas Guavira Poty, a unos 10 km de la urbanización.
La localidad se desarrolla a lo largo de la Ruta Nacional 14, que la vincula al nordeste con San Pedro y al sudoeste con Fracrán y San Vicente.

## Origen del nombre
La localidad era conocida con distintas denominaciones, hasta que en 2019 el Concejo de San Pedro resolvió oficializar el nombre de Terciados Paraíso. Dicho nombre corresponde a una fábrica maderera que fue fundamental en el desarrollo inicial del poblado en los años 1950. En el censo de 2010 fue conocida como Paraíso.

## Población
En 2010 se censaron 975 personas, casi un 80% más que en el censo de 2001.

## Infraestructura
Cuenta con una comisaría policial dependiente de la Unidad Regional VIII de San Vicente, oficinal del Registro de las Personas, escuela secundaria y primaria, un centro de salud y una delegación municipal. En junio de 2020 comenzó a funcionar la antena que brinda servicio de telefonía celular.
Terciados Paraíso creció de manera exponencial en los últimos años, por ese motivo fue necesario la señalización de las calles en la zona urbana. Los nombres de las calles corresponden a pioneros paraiseños y fue aprobado por ordenanza municipal en el año 2019.
Organizaciones locales buscan que la localidad se constituya como un municipio independiente.